# 德山站 (平壤市)
德山站（韓語：덕산역）是朝鮮民主主義人民共和國平壤江东郡的一個鐵路車站，属于德山線。

## 邻近车站
德山線
松街站 - 德山站